# 2000年シドニーオリンピックのフランス選手団
2000年シドニーオリンピックのフランス選手団（2000ねんシドニーオリンピックのフランスせんしゅだん）は、2000年9月15日から10月1日にかけてオーストラリアのニューサウスウェールズ州シドニーで開催された2000年シドニーオリンピックのフランス選手団、およびその競技結果。

## 概要
今大会は金メダル13個、銀メダル14個、銅メダル11個の合計38個のメダルを獲得した。

## メダル
| メダル | 選手名                                                 | 競技       | 種目                       |
| ------ | ------------------------------------------------------ | ---------- | -------------------------- |
| 金     | ブライム・アスロウム                                   | ボクシング | 男子ライトフライ級         |
| 金     | フロリアン・ルソー アルノー・トゥルナン ローラン・ガネ | 自転車     | 男子オリンピックスプリント |
| 金     | フロリアン・ルソー                                     | 自転車     | 男子ケイリン               |
| 金     | フェリシア・バランジェ                                 | 自転車     | 女子スプリント             |
| 金     | フェリシア・バランジェ                                 | 自転車     | 女子500mタイムトライアル   |
| 金     | ミゲル・マルティネス                                   | 自転車     | 男子クロスカントリー       |
| 金     | ダビド・ドゥイエ                                       | 柔道       | 男子100kg超級              |
| 金     | セブリーヌ・バンデネンド                               | 柔道       | 女子63kg以下級             |
| 銀     | ログザーナ・マラシノー                                 | 競泳       | 女子200m背泳ぎ             |
| 銀     | フロリアン・ルソー                                     | 自転車     | 男子スプリント             |
| 銀     | マリオン・クリニェ                                     | 自転車     | 女子3000m個人追い抜き      |
| 銀     | ラルビ・ベンブダウ                                     | 柔道       | 男子66kg以下級             |
| 銀     | セリーヌ・ルブラン                                     | 柔道       | 女子78kg以下級             |
| 銀     | ベンジャマン・バロニアン                               | 体操       | 男子鉄棒                   |
| 銀     | エリック・プジャド                                     | 体操       | 男子あん馬                 |
| 銅     | ジェローム・トマ                                       | ボクシング | 男子フライ級               |
| 銅     | ジャニー・ロンゴ＝シプレリ                             | 自転車     | 女子タイムトライアル       |
| 銅     | フレデリック・デモンフォコン                           | 柔道       | 男子90kg以下級             |
| 銅     | ステファン・トレノー                                   | 柔道       | 男子100kg以下級            |